# Föld kaland ilyesmi…
A Föld kaland ilyesmi… a Kispál és a Borz pécsi alternatívrock-együttes második stúdióalbuma, amely 1992-ben jelent meg.

## Megjelenése
A nagylemez 1992. szeptember 25-én került forgalomba. A megjelenést követően, októberben a zenekar egy 25 koncertből álló, egy hónapos lemezbemutató körútra indult.

## Számok
1. Autók a tenger felé Dalszöveg
2. Halszív Dalszöveg
3. Tökéletes helyettes Dalszöveg
4. A következő buszon Dalszöveg
5. Bujtogató Dalszöveg
6. Huszárnóta Dalszöveg
7. Jönni fog egy lovas Dalszöveg
8. UFO Dalszöveg
9. Földtörténet Dalszöveg
10. Kényszer, érdek, ösztönélet Dalszöveg
11. …ilyesmi Dalszöveg
12. A rétek halványak Dalszöveg
13. Nagyapa kileste nagyvilág Dalszöveg

1. Közreműködők

- Lovasi András – ének, basszusgitár
- Kispál András – szólógitár
- Bräutigam Gábor – dob, ütőhangszerek
- Kocsis Tamás – 12 húros gitár

### Produkció
Hangmérnök – Török Gábor és Németh Gábor